# Vehículos Automotores Mexicanos

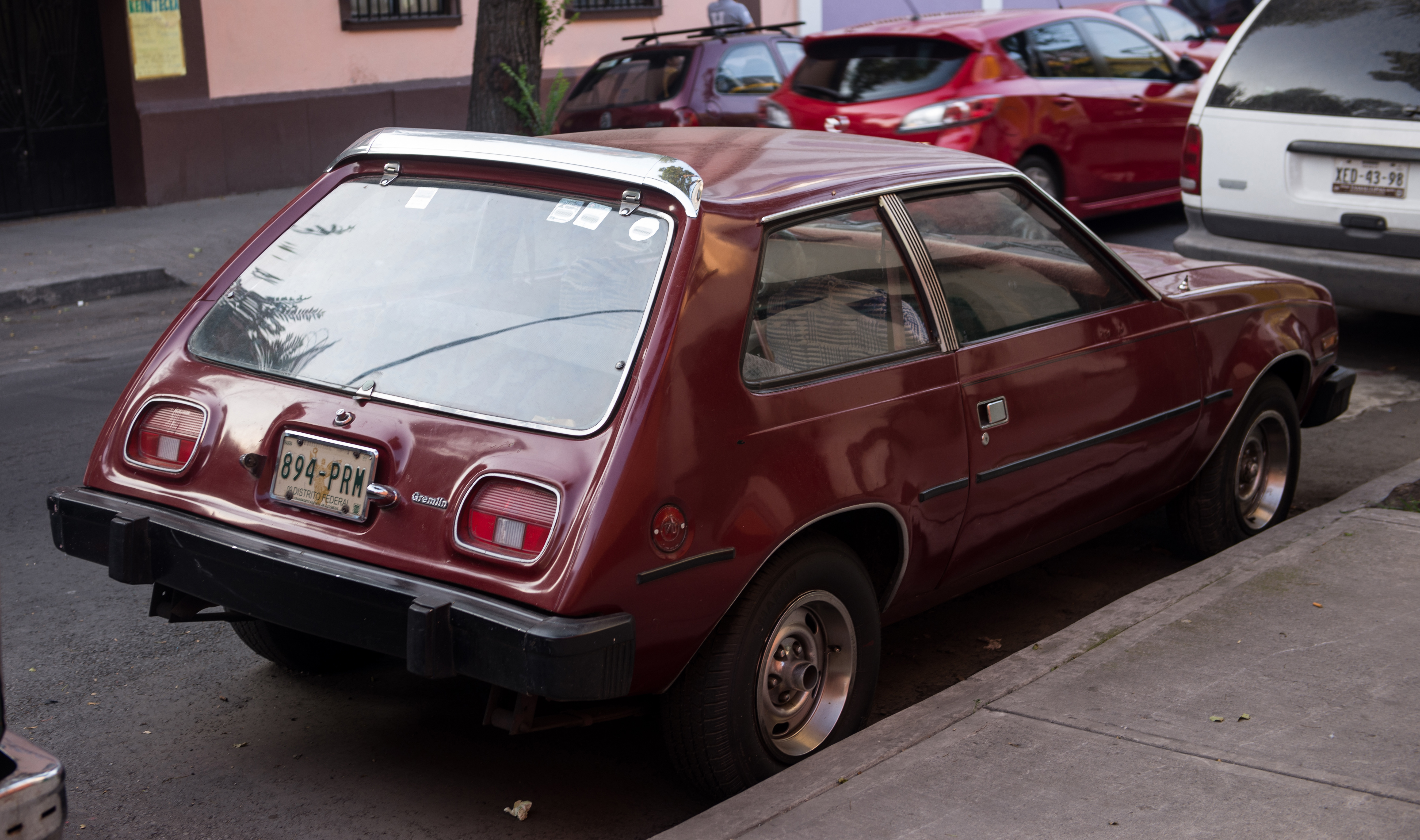
VAM Gremlin

Vehículos Automotores Mexicanos, vorher Willys Mexicana S.A., war ein mexikanischer Hersteller von Automobilen.

## Unternehmensgeschichte
Das Unternehmen Willys Mexicana S.A. wurde 1946 als Fahrzeughändler in Mexiko-Stadt gegründet. Muttergesellschaft war SOMEX (Sociedad Mexicana de Credito Industrial). Die Produktion von Automobilen begann 1950. 1953 wurde ein weiteres Montagewerk in der Nähe von Mexiko-Stadt eröffnet.
Als SOMEX 1963 verstaatlicht wurde, kam es in Verbindung mit American Motors Corporation und Kaiser Jeep Corporation zur Umfirmierung in Vehículos Automotores Mexicanos, kurz VAM. 1965 wurde ein weiteres Werk in Lerma de Villada eröffnet.
1983 übernahm Renault das Unternehmen. 1989 endete die Produktion. Der Markenname VAM wurde je nach Quelle von 1946 bis 1989 oder nur von 1963 bis 1983 verwendet.

## Fahrzeuge
Zunächst stellte das Unternehmen den Jeep nach Lizenz von Willys-Overland her. Später waren es Modelle von AMC und Renault. Für 1960 ist der AMC Rambler genannt. Für Anfang der 1960er Jahre sind auch Fahrzeuge von Datsun und Peugeot überliefert.

## Produktionszahlen
Anfang der 1960er Jahre entstanden jährlich etwa 2000 Jeep, 1000 Rambler und 2000 weitere Fahrzeuge der Marken Datsun und Peugeot. Für Ende der 1970er Jahre sind jährlich etwa 10.000 Rambler und 1000 Jeep überliefert.